# Villa Literno
Villa Literno – miejscowość i gmina we Włoszech, w regionie Kampania, w prowincji Caserta.
Według danych na rok 2004 gminę zamieszkiwały 10 362 osoby, 169,9 os./km².
W miejscowości znajduje się stacja kolejowa Villa Literno.